# (6615) Plutarchos
(6615) Plutarchos ist ein Asteroid des Hauptgürtels, der am 17. Oktober 1960 von den niederländischen Astronomen Cornelis Johannes van Houten, Ingrid van Houten-Groeneveld und Tom Gehrels am Palomar-Observatorium (IAU-Code 675) in Kalifornien entdeckt wurde.
Der Asteroid wurde nach dem griechischen Schriftsteller und Philosophen Plutarch (45–125) benannt.
Plutarchos besitzt einen Mond, der ihn in ca. 40,2 Stunden in einer mittleren Entfernung von ca. 6 km umkreist. Dieser Mond mit der Bezeichnung S/2007 (6615) 1 wurde zwischen dem 14. und 21. April 2007 von den Astronomen Julian Oey, Donald P. Pray und Petr Pravec aufgrund von Helligkeitsschwankungen entdeckt.